# 羅馬諾瓦巴爾卡
47°55′31″N 31°0′48″E / 47.92528°N 31.01333°E
羅馬諾瓦巴爾卡（烏克蘭語：Романова Балка）是位於烏克蘭南部的村莊，由尼古拉耶夫州的五一城區負責管轄。該村始建於1805年，面積0.001平方公里，海拔高度105米，2001年人口753。